# Rhipicephalus longus
Rhipicephalus longus är en fästingart som beskrevs av Neumann 1907. Rhipicephalus longus ingår i släktet Rhipicephalus och familjen hårda fästingar.
Artens utbredningsområde är Kamerun. Inga underarter finns listade i Catalogue of Life.